# Prenda sin desplazamiento

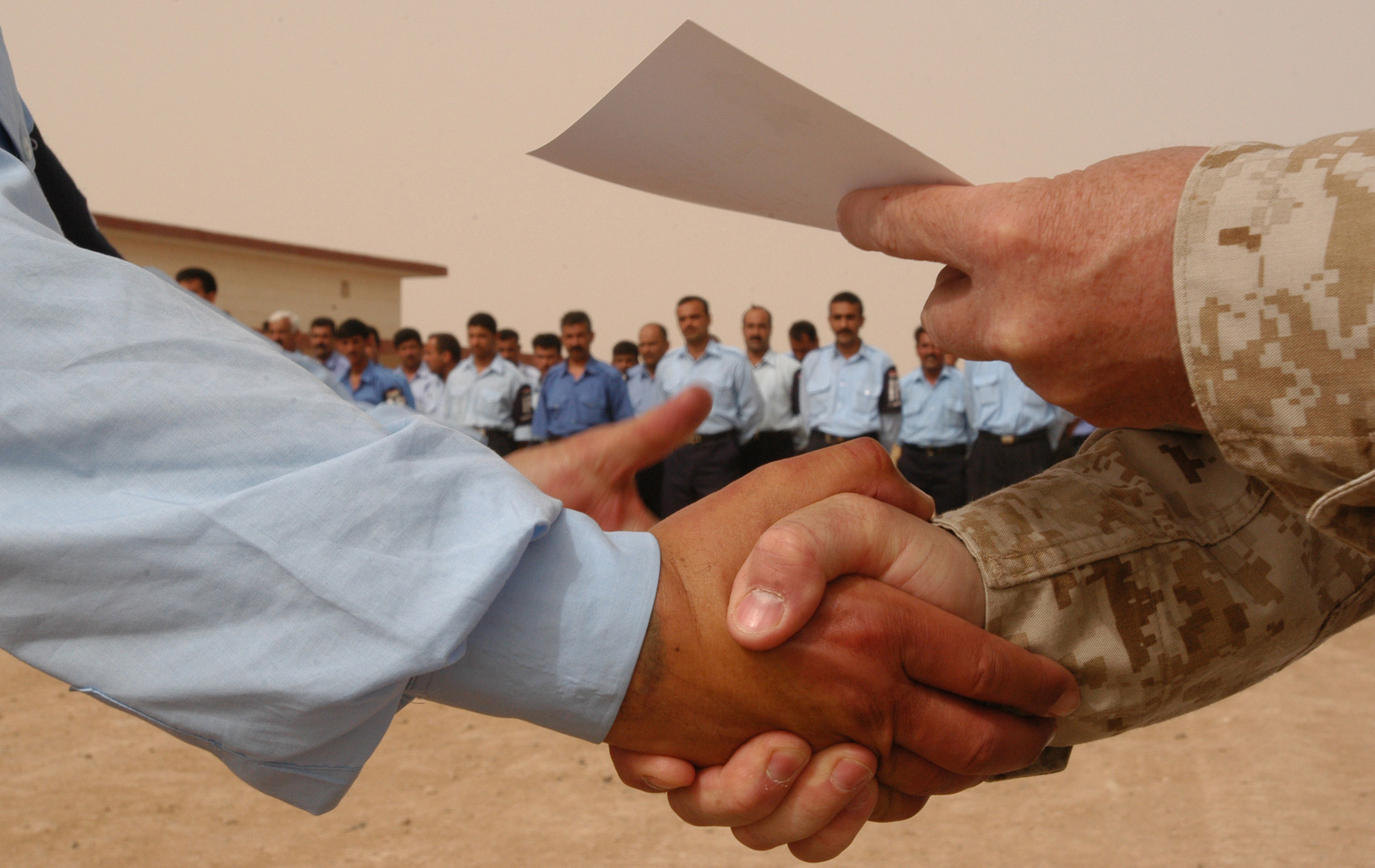
La entrega, ya sea física o sea simbólica, de la cosa mueble dada en prenda, con fines de publicidad jurídica, es un requisito esencial en la constitución de este derecho real.

Se denomina prenda sin desplazamiento (En Argentina se lo conoce también como Prenda con Registro) a aquel derecho real de garantía, de carácter híbrido entre la prenda y la hipoteca, que sujeta a un determinado bien mueble al cumplimiento de una obligación. Se diferencia, por tanto, de la hipoteca en que el deudor pignoraticio garantiza el cumplimiento del crédito con un bien mueble, y no con un bien inmueble. Una variedad destacada de prenda sin desplazamiento, muy utilizada en la actualidad, y más compleja en cuanto el carácter incorporal de su objeto, es la prenda de créditos.
En la prenda sin desplazamiento el acreedor no recibe la posesión física del bien empeñado (entregado en garantía) sino que la publicidad que reporta la posesión se incorpora como un modo de posesión equivalente, normalmente ligada a la inscripción en algún registro público

## Características
- Es un derecho real de garantía que se ejerce de manera directa entre el acreedor y la cosa sujeta a la prenda.
- Es un derecho mobiliario; se ejerce sobre bienes muebles
- Es un derecho indivisible. La prenda permanece íntegra aunque se haya cumplido parcialmente la obligación garantizada.

## Problemática
La prenda sin desplazamiento plantea problemas de seguridad jurídica por falta de publicidad a la hora de la salvaguarda de derechos de terceras personas. Al no ser aparente la garantía, dada la ausencia de posesión del acreedor, podría darse el caso de que un deudor venda la propiedad que utilizó para garantizar el crédito a un tercero de buena fe, burlando el gravamen inicial.
Por ese motivo, la existencia de la prenda sin desplazamiento está limitada en los ordenamientos jurídicos a aquellos bienes muebles que puedan, de alguna forma, asimilarse a bienes inmuebles por su importancia económica y por la susceptibilidad de ser inscritos en registros públicos. Por ejemplo, podría ser el caso de automóviles, vagones de tren, o aeronaves.
En esos casos es necesaria la inscripción en un registro público como requisito constitutivo del derecho de prenda sin desplazamiento y para que éste pueda ser ejercitado eficazmente ante terceros de buena fe.